# Carlo Sciaccaluga
Carlo Sciaccaluga (né le 4 novembre 1987 à Gênes) est un metteur en scène de théâtre, acteur et traducteur italien. 

## Biographie
Carlo Sciaccaluga est le fils du metteur en scène Marco Sciaccaluga et de Valeria Manari, décoratrice et costumière. Il a commencé sa carrière d’acteur en 2009, en jouant en allemand sous la direction du metteur en scène Matthias Langhoff au Landestheater de Linz, en Autriche. Il a débuté comme metteur en scène à l’âge de 21 ans, en signant une adaptation d’After the Quake de Haruki Murakami.
En 2011, il a joué dans Les Brigands de Friedrich Schiller, mis en scène par Gabriele Lavia, qui l'a dirigé dans plusieurs productions au cours des années suivantes. En 2013, Sciaccaluga a dirigé la première italienne de The Pillowman de Martin McDonagh au Teatro Stabile di Genova et a traduit Dealer's Choice de Patrick Marber, mis en scène par Antonio Zavatteri. À l'été 2014, il présente son Cyrano de Bergerac au Festival de Borgio Verezzi, et en 2015, il traduit et met en scène Othello, dont la première a lieu au Festival de Versiliana, avec Filippo Dini et Antonio Zavatteri dans les rôles principaux,. Au cours des saisons 2017-2018 et 2018-2019, il a fait partie de la troupe du Teatro Stabile / Teatro Nazionale de Naples, dirigée par Luca De Fusco. De 2016 à 2019, il est metteur en scène résident au Théâtre national expérimental de Tirana, en Albanie. En 2021, Sciaccaluga a traduit et mis en scène La Conspiration de Fiesco à Gênes de Schiller, qui a été jouée sur la Piazza San Lorenzo, à Gênes, dans un cadre théâtral expérimental au cœur de la ville,,.
Il a dirigé des productions pour de nombreuses compagnies privées,, ainsi que pour le Teatro Nazionale di Genova, le Teatro Stabile di Napoli, le Teatro Stabile di Catania,, le Turkistan Muzikalik Drama Teatri et le Théâtre national d'opéra et de ballet Abay d'Almaty au Kazakhstan,,,,.
En tant que directeur associé de Davide Livermore, Sciaccaluga a cosigné deux productions d' Il trovatore de Verdi, à l'Opéra de Sydney et au Teatro Regio de Parme. Outre sa carrière de metteur en scène, il se consacre aussi à la traduction, aussi bien pour ses propres spectacles que pour ceux d’autres metteurs en scène, avec un intérêt particulier pour l’œuvre du dramaturge contemporain Martin McDonagh et celle de l’auteur classique Schiller,.
En 2024, il signe une nouvelle adaptation originale du Tour d'écrou de Henry James, produite par le Teatro Nazionale di Genova et le Teatro Carlo Felice, mise en scène par Davide Livermore,. En 2022, il apparaît dans Petra, une série télévisée de Sky avec Paola Cortellesi, en 2023 dans Blanca, une série télévisée avec Maria Chiara Giannetta, diffusée sur Rai 1, et en 2024 dans Citadel: Diana sur Amazon Prime Video.En mars 2025, il met en scène une reprise d' Equus de Peter Shaffer pour le Teatro Nazionale de Gênes. Son père Marco avait dirigé la première production italienne de la même pièce en 1975,.